# 派帕

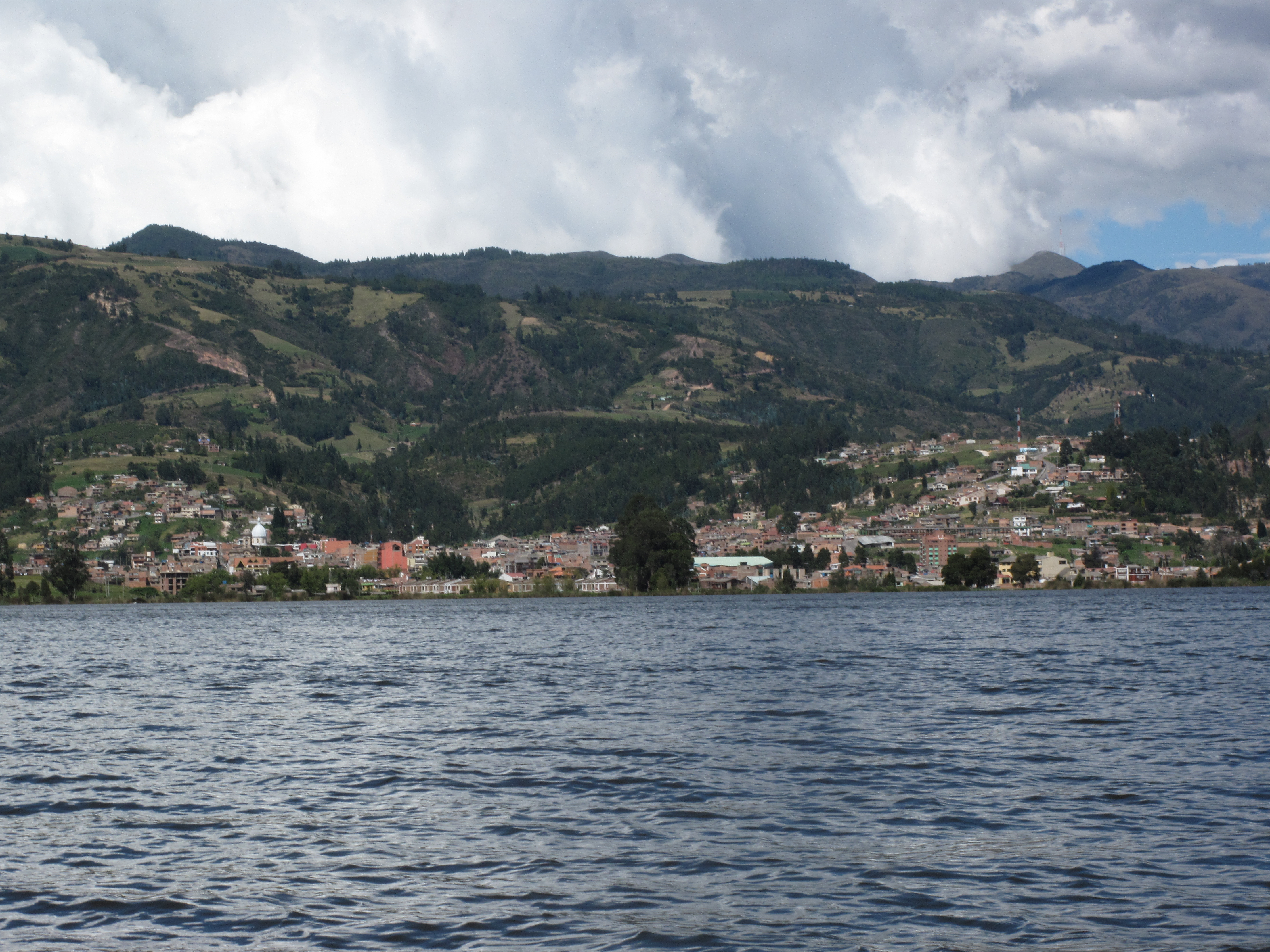

派帕是哥倫比亞的城鎮，位於該國中部，由博亞卡省負責管轄，距離首都波哥大179公里，始建於1602年，面積305平方公里，海拔高度2,525米，2005年人口27,274。